# Kozarno
Kozarno – wieś w Słowenii, w gminie Brda. W 2018 roku liczyła 42 mieszkańców.